# Liste der Monuments historiques in Villamée
Die Liste der Monuments historiques in Villamée führt die Monuments historiques in der französischen Gemeinde Villamée auf.

## Liste der Bauwerke
| Bezeichnung                          | Beschreibung | Standort | Kennzeichnung | Schutzstatus | Datum | Bild |
| ------------------------------------ | ------------ | -------- | ------------- | ------------ | ----- | ---- |
| Kirche St-Martin und Friedhofsportal |              | (Lage)   | PA00090894    | Inscrit      | 1926  |      |